# アポロコンピュータ
アポロコンピュータ (Apollo Computer Inc.) は、1980年にWilliam Poduska (Prime Computerの創業者) らによってマサチューセッツ州チェルムスフォードに設立され、1980年代にApollo/Domainワークステーションを開発・製造していた。Apolloは、SymbolicsやSun Microsystemsと並んで、1980年代にグラフィカルワークステーションの最初のベンダーの1つであった。当時のコンピュータ会社のように、またIBM PC互換機のメーカーとは異なり、Apolloはハードウェアとソフトウェアの多くを自社で製造していた。
アポロは1989年にHewlett-Packardに4億7,600万ドル (2020年には9億6,200万ドルに相当)で買収され、1990年から1997年の間に徐々に閉鎖された。ブランド (「HP Apollo」として) は、2014年にHPのハイパフォーマンス・コンピューティング・ポートフォリオの一部として復活した。

## 歴史

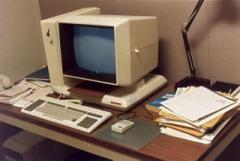
Apollo dn330 (マサチューセッツ州チェルムスフォードにて 1985年頃)

Apolloは、Sun Microsystemsの2年前の1980年に設立された。創業者にはPoduskaのほか、Dave Nelson (エンジニアリング)、Mike Greata (エンジニアリング)、Charlie Spector (COO)、Bob Antonuccio (製造)、Gerry Stanley (セールスおよびマーケティング)、Dave Lubrano (財務) がいた。設立時のエンジニアリングチームには、Mike Sporer、Bernie Stumpf、Russ Barbour、Paul Leach、Andy Marcuvitzが含まれていた。
1981年、Motorola 68000マイクロプロセッサを使用したDN100ワークステーションを発表した。
1980年から1987年まで、Apolloはネットワークワークステーションの最大手メーカーであった。1986年後半には、四半期ごとの売上高が初めて1億ドルを超え、その年の終わりには、エンジニアリングワークステーション市場で世界最大のシェアを獲得し、第2位のSun Microsystemsの2倍のシェアを獲得した。1987年末時点では、市場シェアではDigital Equipment Corporation、Sunに次ぐ第3位であったが、Hewlett-Packard、IBMを上回っていた。Apolloの最大の顧客は、メンター・グラフィックス (電子設計)、ゼネラル・モーターズ、フォード、クライスラー、シカゴ・リサーチ・アンド・トレーディング (オプション・先物取引)、ボーイングであった。
1984年にThomas Vandersliceが社長兼CEOとして採用され、創業者のWilliam Poduskaは1985年に会社を辞めてStellarを設立した。
1980年代後半には、IBM Personal ComputersとIBM PC互換機が顧客基盤に浸透し始めたため、ワークステーション業界は全般的に苦境に立たされた。同社は、1987年に一人の個人の取引活動による為替投機で、1988年には製品需要の減少により多額の損失を被った。
Apolloは、1989年にHewlett-Packardに4億7,600万ドルで買収され、1990年から1997年にかけて徐々に閉鎖されていった。しかし、1989年にApollo Computerを買収した後、HPは多くのApolloの技術を自社のHP 9000シリーズのワークステーションやサーバーに統合した。Apolloエンジニアリングセンターは、PA-RISCワークステーションの開発を引き継ぎ、Apolloはしばらくの間、HPワークステーションのブランド名 (HP Apollo 9000) となった。Apolloはまた、ラショナル社 Rational ClearCaseに影響を与えたリビジョン管理システムDSEE(Domain Software Engineering Environment)を発明した。DSEEは「dizzy」(めまい)と発音された。
Apollo製品に対するHPのサポートは最初の数年間は細分化されていたが、1992年後半に再編成され、その時点でもApollo製品のユーザーは約10万人、ユーザーグループIWorks (旧InterWorks) は約4,500人のメンバーがいた。その年の初め、SunはすでにApolloマシンを下取りに出した顧客に自社システムの割引を提供してたが、HPは翌年の冬に独自の下取りプログラムを実施し、HPワークステーションの割引と引き換えに、Sunや他のベンダーのハードウェアを下取りに出すことができるようにした。
日本では、日本アポロコンピュータ(株)の他、メンター・グラフィックス社（電気系設計ツールベンダー）のプラットフォームとして知られておりハードウェア込みで販売されていた。

## 製品

### ハードウェア
DN100ワークステーションは、Motorola 68000 プロセッサを2つ搭載していた。デュアル68000プロセッサの設計は、一方のプロセッサがウォッチドッグとして動作し、他方のプロセッサがOSとプログラム命令を実行することで、ページフォールトの自動切り替えを実現するように設計されている。ページフォールトが発生すると、メイン CPU はメモリサイクルの途中で停止し、ウォッチドッグ CPU はページをメモリに取り込み、メイン CPU はページフォールトに気づかずに続行できるようにした。その後、Motorola 68010 プロセッサの改良により、デュアルプロセッサ設計の必要性がなくなった。
例えば、メモリページサイズ、ネットワークパケット、およびディスクセクタのサイズをすべて 1K バイトとするなど、慎重な設計により一定の効率性が得られた。この配置では、ページフォールトがネットワーク全体と個々のコンピュータで発生する可能性があり、Aegisファイルシステムはネットワーク全体にまたがるメモリマップトファイルの単一システムを構成していた。ネットワークの名前空間は、新しいノード (ワークステーション) 追加のように、自己発見された。
同社は、第2世代のIBM-PCで使用されているように、ISAバス(IBM-PCにおけるATバス)を使用して独自のデータバスアーキテクチャから移行し、同時にRISC技術を採用してハイエンドプロセッサへと移行し、最終的にはPRISMラインを生産した。

### オペレーティングシステム
Apolloワークステーションは、システム定義時にシングルCPUのUnixライセンスコストが高すぎたため、 POSIXに準拠したUnix代替シェルを備えた Aegis という独自のオペレーティング・システムを実行した。AegisはUnixと同様に、Multicsタイムシェアリング・オペレーティングシステムの概念に基づいていた。シェルプログラミング (スティーブン・ボーンのような)、単一レベル記憶、オブジェクト指向設計の概念を使用していた。AegisはPascalの独自バージョンで書かれていた。コマンド体系もUnixと異なり単一ベンダー製ゆえに統一がとられていた。Unixの普及に伴い、Aegisは後にUnixを取り込んだDomain/OSに置き換えられた。
Domain/OS (Distributed On-line Multi-access Interactive Network/Operating System)は、最初はAegisの上のレイヤーであり、Unixカーネルの上に構築されていなかった。リリース10ではUnixの大部分が組み込まれたが、以前のリリースとの下位互換性の重荷から、システムは以前のものよりも大きく、大幅に遅くなった。最終的に、Hewlett PackardはDomain/OSラインを閉鎖した。リリース10が登場したのは、グラフィックやウィンドウシステムの分野で、特にオープンシステムとX Window Systemへの流れに乗って、競合他社が台頭してきたからである。
ウィンドウシステムはOSと一体でDisplay Managerという。入力用ウインドウ(Input pad)と出力ウインドウ(Transcript pad)が分かれており、キー入力と処理結果出力が混ざって画面が乱れることがなかった。付属のエディタの機能はInput pad上でも使用可能であり、複雑なコマンド操作が可能であった。

### ネットワーク
Apolloワークステーションは、トークンリング方式のネットワークを当初から標準で装備し、もともとはオフィス環境で数十台のコンピュータからなる比較的小規模なネットワークをサポートするように設計されていた。これは優れた設計であり、ネットワーク上のどのハードドライブからでもダイレクトメモリアクセスのページフォールトを可能にした。さらに、ネットワーク上でデマンドページングを可能にした最初のものの一つであり、ネットワークの透明性が高く、システム管理者とマシンの比率が低いことを可能にしていた。
しかし、他の既存のネットワークハードウェアやソフトウェアとの相互運用はできなかった。業界では、はるかに遅いネットワークであったが、より一般的なイーサネットとTCP/IPが広く採用された。Apolloは後にこれらの業界標準をサポートするようになった一方、イーサネットとトークンリングの両方を使用した独自のDomainネットワークをサポートし続けた。Domainネットワーキングは、Xerox Network Systemsをモデルにしている。

## モデル一覧
| System Type | Model           | CPU                   | Speed (MHz) | Display                             | Release date | Internal name |
| ----------- | --------------- | --------------------- | ----------- | ----------------------------------- | ------------ | ------------- |
| SAU1        | DN416           | 2× 68000              | 8           | Portrait Green & White              |              |               |
| SAU1        | DN100           | 2× 68000              | 8           | Portrait BW                         |              |               |
| SAU1        | DN400           | 2× 68000              | 8           | Portrait BW                         |              |               |
| SAU1        | DN600           | 2× 68000              | 8           | Color                               |              |               |
| SAU1        | DN420           | 2× 68000              | 8           | Landscape BW                        |              |               |
| SAU2        | DN300           | 68010                 | 8           | Landscape BW                        |              | Swallow       |
| SAU2        | DN320           | 68010                 | 8           | Landscape BW                        |              | Swallow       |
| SAU2        | DN330           | 68020                 | 12          | Landscape BW                        |              | Swallow       |
| SAU3        | DSP80, DSP80A   | 68010                 | 8           | none                                |              | Sparrow       |
| SAU3        | DSP90           | 68020                 | 12          | none                                |              | Sparrow       |
| SAU4        | DN460           | Custom 2900 bit slice | ?           | BW                                  |              | Tern          |
| SAU4        | DN660           | Custom 2900 bit slice | ?           | Color                               |              | Tern          |
| SAU4        | DSP160          | Custom 2900 bit slice | ?           | none                                |              | Tern          |
| SAU5        | DN550           | 68010                 | 10          | VME 600 Graphics                    |              | Stingray      |
| SAU5        | DN560           | 68020                 | 12          | VME 600 Graphics                    |              | Stingray      |
| SAU5        | DN570           | 68020                 | 16          | Ocelot Graphics Single Card 8 plane |              | Banshee       |
| SAU5        | DN580           | 68020                 | 16          | Aurora Graphics                     |              | Banshee       |
| SAU5        | DN590           | 68020                 | 20          | Aurora Graphics                     |              | Banshee       |
| SAU6        | DN560T          | 68020                 | 12          | Color                               |              | Banshee       |
| SAU6        | DN570T          | 68020                 | 16          | Color                               |              | Banshee       |
| SAU6        | DN580T          | 68020                 | 16          | Color                               |              | Banshee       |
| SAU6        | DN590T          | 68020                 | 20          | Color                               |              | Banshee       |
| SAU7        | DN3500          | 68030                 | 25          | BW / Color                          |              | Cougar II     |
| SAU7        | DN3550          | 68030                 | 25          | BW / Color                          |              |               |
| SAU7        | DN4000          | 68020                 | 25          | BW / Color                          |              | Mink          |
| SAU7        | DN4500          | 68030                 | 33          | BW / Color                          |              | Roadrunner    |
| SAU8        | DN3000          | 68020                 | 12          | BW / Color                          |              | Otter         |
| SAU8        | DN3010, DN3010A | 68020                 | 12          | BW / Color                          |              |               |
| SAU8        | DN3040          | 68020                 | 12          | BW / Color                          |              |               |
| SAU9        | DN2500          | 68030                 | 20          | BW / Color                          |              | Frodo         |
| SAU10       | DN10000         | Prism                 | 18          | BW / Color                          |              | AT            |
| SAU11       | 9000/425S       | 68040                 | 25          |                                     |              | Trailways     |
| SAU11       | 9000/425T       | 68040                 | 25          | HP DIOII                            |              | Strider       |
| SAU11       | 9000/425E       | 68040                 | 25          |                                     |              | Woody         |
| SAU11       | 9000/433S       | 68040                 | 33          |                                     |              | Trailways     |
| SAU11       | 9000/433T       | 68040                 | 33          |                                     |              |               |
| SAU12       | 9000/400S       | 68030                 | 50          |                                     |              | Trailways     |
| SAU12       | 9000/400T       | 68030                 | 50          |                                     |              | Strider       |
| SAU12       | 9000/400DL      | 68030                 | 50          |                                     |              |               |
| SAU14       | DN5500          | 68040                 | 25          | BW / Color                          |              | Leopard       |

## 参照項目
- Apollo/Domain
- Apollo PRISM
- Display Manager
- Domain/OS